# Natação nos Jogos Olímpicos de Verão de 1988 - 200 m borboleta feminino
A competição dos 200 metros borboleta feminino da natação nos Jogos Olímpicos de Verão de 1988 foi disputada no dia 25 de setembro no  Jamsil Indoor Swimming Pool em Seul, Coreia do Sul.

## Medalhistas
| Ouro   | GDR Kathleen Nord   |
| Prata  | GDR Birte Weigang   |
| Bronze | USA Mary T. Meagher |

## Recordes
Antes desta competição, os recordes mundiais e olímpicos da prova eram os seguintes:
| Tipo | Atleta                | Tempo   | Local                       | Data                 |
| ---- | --------------------- | ------- | --------------------------- | -------------------- |
|      | Mary T. Meagher (USA) | 2:05.96 | Brown Deer, Estados Unidos  | 13 de agosto de 1981 |
|      | USA Mary T. Meagher   | 2:06.90 | Los Angeles, Estados Unidos | 4 de agosto de 1984  |

## Resultados

### Eliminatórias
Regra: As oito nadadoras mais rápidas avançam à final A (Q), enquanto as oito seguintes, à final B (q).
| Pos. | Raia | Nadador             | CON                    | Tempo   | Notas |
| ---- | ---- | ------------------- | ---------------------- | ------- | ----- |
| 1    | 2    | Kathleen Nord       | GDR Alemanha Oriental  | 2:11.81 | Q     |
| 2    | 3    | Birte Weigang       | GDR Alemanha Oriental  | 2:11.97 | Q     |
| 3    | 4    | Mary T. Meagher     | USA Estados Unidos     | 2:12.35 | Q     |
| 4    | 4    | Conny van Bentum    | NED Países Baixos      | 2:12.41 | Q     |
| 5    | 4    | Stela Pura          | ROM Romênia            | 2:12.53 | Q     |
| 6    | 2    | Kiyomi Takahashi    | JPN Japão              | 2:12.68 | Q     |
| 7    | 3    | Trina Radke         | USA Estados Unidos     | 2:12.93 | Q     |
| 8    | 3    | Wang Xiaohong       | CHN China              | 2:13.05 | Q     |
| 9    | 4    | Gabi Reha           | FRG Alemanha Ocidental | 2:13.09 | q     |
| 10   | 2    | Mojca Cater         | CAN Canadá             | 2:13.21 | q     |
| 11   | 3    | Ina Beyermann       | FRG Alemanha Ocidental | 2:13.56 | q     |
| 12   | 4    | Svitlana Kopchykova | URS União Soviética    | 2:15.26 | q     |
| 13   | 4    | Takayo Kitano       | JPN Japão              | 2:15.41 | q     |
| 14   | 2    | Mette Jacobsen      | DEN Dinamarca          | 2:15.78 | q     |
| 15   | 3    | Helen Bewley        | GBR Grã-Bretanha       | 2:17.10 | q     |
| 16   | 4    | Lynne Wilson        | GBR Grã-Bretanha       | 2:17.28 | q     |
| 17   | 4    | Donna Procter       | AUS Austrália          | 2:18.17 |       |
| 18   | 2    | Sandra Neves        | POR Portugal           | 2:18.29 |       |
| 19   | 3    | Neviana Miteva      | BUL Bulgária           | 2:18.44 |       |
| 20   | 3    | Kim Soo-jin         | KOR Coreia do Sul      | 2:19.00 |       |
| 21   | 1    | Blanca Morales      | GUA Guatemala          | 2:19.28 |       |
| 22   | 2    | Mo Wanlan           | CHN China              | 2:19.56 |       |
| 23   | 1    | Marlene Bruten      | MEX México             | 2:19.68 |       |
| 24   | 1    | Isabelle Arnould    | BEL Bélgica            | 2:20.74 |       |
| 25   | 3    | Claire Supiot       | FRA França             | 2:21.65 |       |
| 26   | 1    | Chang Hui-chien     | TPE Taipé Chinês       | 2:25.50 |       |
| 27   | 1    | Nguyễn Kiều Oanh    | VIE Vietnã             | 2:33.07 |       |
| 028  | 2    | Donna McGinnis      | CAN Canadá             | DSQ     |       |

### Finais

#### Final B
| Pos. | Raia | Nadador             | CON                    | Tempo   | Notas |
| ---- | ---- | ------------------- | ---------------------- | ------- | ----- |
| 9    | 5    | Mojca Cater         | CAN Canadá             | 2:12.66 |       |
| 10   | 3    | Ina Beyermann       | FRG Alemanha Ocidental | 2:13.74 |       |
| 11   | 4    | Gabi Reha           | FRG Alemanha Ocidental | 2:14.20 |       |
| 12   | 6    | Svitlana Kopchykova | URS União Soviética    | 2:14.43 |       |
| 13   | 7    | Mette Jacobsen      | DEN Dinamarca          | 2:15.60 |       |
| 14   | 2    | Takayo Kitano       | JPN Japão              | 2:15.61 |       |
| 15   | 1    | Helen Bewley        | GBR Grã-Bretanha       | 2:17.11 |       |
| 16   | 8    | Lynne Wilson        | GBR Grã-Bretanha       | 2:18.66 |       |

#### Final A
| Pos.              | Raia | Nadador          | CON                   | Tempo   | Notas |
| ----------------- | ---- | ---------------- | --------------------- | ------- | ----- |
| Medalha de ouro   | 4    | Kathleen Nord    | GDR Alemanha Oriental | 2:09.51 |       |
| Medalha de prata  | 5    | Birte Weigang    | GDR Alemanha Oriental | 2:09.91 |       |
| Medalha de bronze | 3    | Mary T. Meagher  | USA Estados Unidos    | 2:10.80 |       |
| 4                 | 2    | Stela Pura       | ROM Romênia           | 2:11.28 |       |
| 5                 | 1    | Trina Radke      | USA Estados Unidos    | 2:11.55 |       |
| 6                 | 7    | Kiyomi Takahashi | JPN Japão             | 2:11.62 |       |
| 7                 | 8    | Wang Xiaohong    | CHN China             | 2:12.34 |       |
| 8                 | 6    | Conny van Bentum | NED Países Baixos     | 2:13.17 |       |